# بيت طمام (حجة)

تعديل مصدري - تعديل

بيت طمام هي إحدى قرى عزلة هربة بمديرية حجة التابعة لمحافظة حجة، بلغ تعداد سكانها 55 نسمة حسب تعداد اليمن لعام 2004.